# フィッシャーのインドール合成
フィッシャーのインドール合成（フィッシャーのインドールごうせい、Fischer indole synthesis）は、フェニルヒドラゾンを酸触媒下に加熱するとインドールが生成する化学反応のことである。

## 概要
1884年にエミール・フィッシャーが N-メチルフェニルヒドラジンとピルビン酸から得たフェニルヒドラゾンを希塩酸中で加熱すると N-メチルインドール-2-カルボン酸が生成するのを報告したのが最初である。
この方法は原料の調製が容易であり、また適用範囲が広いため、トリプトファンをはじめとするインドール環を持つ化合物の合成に使用されてきた。
酸触媒には塩酸や硫酸の他、塩化亜鉛や三フッ化ホウ素ジエチルエーテル錯体(BF3・OEt2)などのルイス酸も用いられる。

## 反応機構
反応機構は以下のように考えられている。
1. フェニルヒドラゾンのイミノ基の窒素に酸触媒が結合してイミノ基のα位からプロトンが放出され、ヒドラゾンがエナミン型へと変化する。
2. [3,3]-シグマトロピー転位により、窒素-窒素結合が開裂すると同時にベンゼン環上の炭素とエナミン部分の炭素との間で結合が形成される。
3. ベンゼン環上の窒素原子がイミノ基へ求核攻撃し、ジアザヘミアセタールを形成する。
4. 酸触媒の作用によりアンモニアが脱離して、インドール環を生成する。

α位、α'位にそれぞれ水素を持つ非対称ケトンからこの反応を行なうと生成するインドールは2種類の構造異性体の混合物となる。
この場合、その生成比は用いた酸触媒によって大きく変化する。
ベンゼン環上の電子供与性基は反応を促進し、電子求引性基は反応速度を低下させる。

## その他
変法として、O-ビニル-N-フェニルヒドロキシルアミンから同様の反応機構でインドールを合成する手法や、O-フェニルオキシムから同様の反応機構でベンゾフランを合成する手法も知られている。
中間体のフェニルヒドラゾン誘導体はヤップ・クリンゲマン反応によってジアゾニウム化合物から得る手法も知られる。